# Multiinstrumentalist
En multiinstrumentalist er en musiker, der mestrer flere musikinstrumenter. To af de mest berømte multiinstrumentalister er Stevie Wonder og Paul McCartney.[kilde mangler]
| Musik | Spire Denne musikartikel er en spire som bør udbygges. Du er velkommen til at hjælpe Wikipedia ved at udvide den. |